# Maishofen
Maishofen è un comune austriaco di 3 525 abitanti nel distretto di Zell am See, nel Salisburghese.

## Monumenti e luoghi d'interesse
- Castel Kammer
- Castel Saalhof
- Castello di Prielau